# Moura Carvalho
Luís Geolás de Moura Carvalho (Belém, 25 de julho de 1906 – Belém, 13 de setembro de 1988) foi um militar, pecuarista, empresário e politico brasileiro que foi governador do Pará por duas vezes.

## Dados biográficos
Filho de João Batista de Moura Carvalho e Alice Geolás de Moura Carvalho. Formado na Escola Militar do Realengo, concluiu o Curso Especial das Armas de Infantaria a tempo de participar da Revolução de 1930 ao lado de Magalhães Barata e Juarez Távora. Mesmo vinculado ao Exército, comandou a Polícia Militar do Pará e foi assistente militar do interventor Magalhães Barata. Mais tarde combateu a Revolução Constitucionalista de 1932. Eleito deputado federal no ano seguinte, ajudou a elaborar a Constituição de 1934 e foi depois reintegrado à vida militar servindo em Manaus, Belém e Oiapoque, onde adoeceu e foi levado ao sul do país servindo na cidade de Lapa e ao voltar à capital paraense assumiu o Departamento de Segurança Pública.
Eleito suplente de deputado federal via PSD em 1945, foi efetivado pela eleição simultânea de Magalhães Barata para uma vaga de senador e outra de deputado federal, atitude que o fez partícipe na elaboração da Constituição de 1946. Eleito governador do Pará em 1947, esteve à frente do Palácio Lauro Sodré até renúnciar para candidatar-se a senador em 1950, sendo vencido por Prisco dos Santos. O seu retorno à vida pública aconteceu ao eleger-se deputado estadual em 1954 e 1958.
Em 29 de maio de 1959, o governador Magalhães Barata faleceu vítima de leucemia e, antevendo as consequências desse fato, a Assembleia Legislativa do Pará elegeu Moura Carvalho para o cargo de vice-governador a fim de resolver a questão sucessória e assim este último retornou ao governo estadual. Eleito prefeito de Belém em 1961, foi cassado pelo Regime Militar de 1964 e passou à reserva como coronel.
Na condição de empresário fundou O Liberal e também a Rádio Liberal e dedicou-se ainda à pecuária.